# Elisabeth Brandner
Elisabeth Brandner (12 aprile 1977) è un'ex sciatrice alpina tedesca.

## Biografia
La Brandner, specialista delle prove veloci originaria di Grabenstätt, esordì in Coppa Europa il 5 gennaio 1995 a Tignes in discesa libera (28ª) e ai successivi Mondiali juniores di Voss 1995 vinse la medaglia di bronzo nella medesima specialità; nel 1996 ottenne il primo podio in Coppa Europa, il 12 febbraio a Tignes in supergigante (2ª), ai Mondiali juniores di Hoch-Ybrig vinse un'altra medaglia di bronzo (in supergigante) ed esordì in Coppa del Mondo, il 30 novembre a Lake Louise in discesa libera piazzandosi 29ª: tale risultato sarebbe rimasto il migliore della Brandner nel massimo circuito internazionale, replicato altre due volte in carriera. Il 7 febbraio 1998 conquistò il suo secondo e ultimo podio in Coppa Europa vincendo il supergigante disputato a Nova Levante/Castelrotto; prese per l'ultima volta il via in Coppa del Mondo il 17 dicembre 1999 a Sankt Moritz in discesa libera (49ª), sua ultima gara in carriera. Non prese parte a rassegne olimpiche o iridate.

## Palmarès

### Mondiali juniores
- 2 medaglie:
  - 2 bronzi (discesa libera a Voss 1995; supergigante  a Hoch-Ybrig 1996)

### Coppa del Mondo
- Miglior piazzamento in classifica generale: 113ª nel 1998

### Coppa Europa
- 2 podi:
  - 1 vittoria
  - 1 secondo posto

#### Coppa Europa - vittorie
| Data            | Località                 | Paese  | Specialità |
| --------------- | ------------------------ | ------ | ---------- |
| 7 febbraio 1998 | Nova Levante/Castelrotto | Italia | SG         |

Legenda:

SG = supergigante

### Campionati tedeschi
- 2 medaglie:
  - 1 argento (discesa libera nel 1996)
  - 1 bronzo (discesa libera nel 1998)